# Code Orange
Code Orange es una banda de hardcore punk estadounidense originaria de Pittsburgh, Pennsylvania
 formada en 2008. La banda firmó con Deathwish Inc. para sus primeros dos álbumes de estudio Love Is Love/Return to Dust de 2012 y I Am King de 2014; desde entonces ha lanzado un tercero, Forever de 2017, a través de Roadrunner Records. En 2012, cuatro de los miembros de la banda, Reba Meyers, Jami Morgan, Joe Goldman y Dominic Landolina, formaron la banda de rock Adventures. La banda tuvo una nominación a los premios Grammy de 2018 gracias a la canción «Forever».

## Estilo musical e influencias
Code Orange ha sido considerado metalcore, hardcore punk, hardcore industrial, metallic hardcore, beatdown hardcore y sludge metal. Desde su formación, el estilo punk de la banda se ha vuelto cada vez más abrasivo y con influencia del heavy metal, moviéndose hacia el territorio del metalcore con el lanzamiento de su álbum debut Love Is Love/Return to Dust. En una reseña de su segundo álbum, I Am King, Ryan Bray de Consequence of Sound colocó a la banda en el "metalcore underground estadounidense" y señaló que su música se destacó por exhibir influencias no solo del hardcore y el metal, sino también del indie rock, post-punk y shoegazing. En 2015, Brian Leak de Alternative Press felicitó a Code Orange por estar "en la cima de su juego". En referencia a su tercer álbum, Forever, Lars Gotrich, de All Songs Considered, describió su estilo como un "hardcore pesadamente caótico", afirmando que "siempre ha habido una base experimental para Code Orange que juega con el ruido y la melodía (y un poco de grunge de los 90)." La banda también ha utilizado elementos de electrónica, industrial, groove metal y hip hop. Ellos citan como influencias a Hatebreed, Converge, Nine Inch Nails, Earth Crisis, Minor Threat y Black Flag

## Miembros
| Miembros actuales - Reba Meyers – voces (2008–presente); guitarras (2011–presente); bajo (2008–2011) - Jami Morgan – voces, batería, percusión (2008–presente) - Eric Balderose – guitarras, coros (2008–presente); teclados, sintetizadores, programación, percusión (2016–presente) - Joe Goldman – bajo (2011–presente) - Dominic Landolina – guitarras (2017–presente) | Miembros anteriores - Greg Kern – guitarra (2008–2010) - Bob Rizzo – guitarra (2010–2011) Miembros de apoyo - Ethan Young – batería, percusión (2020–presente) |

## Discografía
Álbumes de estudio
- Love Is Love/Return to Dust (2012, Deathwish)
- I Am King (2014, Deathwish)
- Forever (2017, Roadrunner)
- Underneath (2020, Roadrunner)
- The Above (2023, Blue Grape Music)

Álbumes en vivo
- Under the Skin (2020, Roadrunner)

EPs
- Embrace Me/Erase Me (2011, Autopublicación)
- Cycles (2011, Mayfly)
- The Hurt Will Go On (2018, Roadrunner)

Otros lanzamientos
- Winter Tour Demo (2009, Autopublicación)
- Demo 2010 (2010, Autopublicación)
- Full of Hell / Code Orange Kids (split con Full of Hell) (2012, Topshelf)
- Tigers Jaw / The World Is a Beautiful Place & I Am No Longer Afraid to Die / Code Orange Kids / Self Defense Family (split con Tigers Jaw, The World Is a Beautiful Place & I Am No Longer Afraid to Die y Self Defense Family) (2013, Topshelf/Run for Cover)

## Videografía
Videos musicales
| Título                        | Año  | Director(es)                      |
| ----------------------------- | ---- | --------------------------------- |
| "V (My Body Is a Well)"       | 2012 | Max Moore                         |
| "Flowermouth (The Leech)      | 2012 | Max Moore                         |
| "I Am King"                   | 2014 | Max Moore                         |
| "Dreams in Inertia"           | 2014 | Max Moore                         |
| "Forever"                     | 2016 | Max Moore                         |
| "Kill the Creator"            | 2016 | Brandon Allen Bolmer              |
| "Bleeding in the Blur"        | 2017 | Max Moore                         |
| "The Mud"                     | 2017 | Dmitry Zarkharov & Eric Balderose |
| "Underneath"                  | 2020 | Max Moore                         |
| "Swallowing the Rabbit Whole" | 2020 | Max Moore                         |
| "Sulfur Surrounding"          | 2020 | Eric Balderose                    |